# استاشکوف
استاشکوف (لهستانی: Staszków؛ ‏ تلفظ لهستانی: [ˈstaʂkuf]) روستایی در گمینا نامسووو و شهرستان نامسووف واقع در استان اوپوله لهستان است که در جنوب غربی این کشور قرار دارد.